# Комітет із захисту демократії

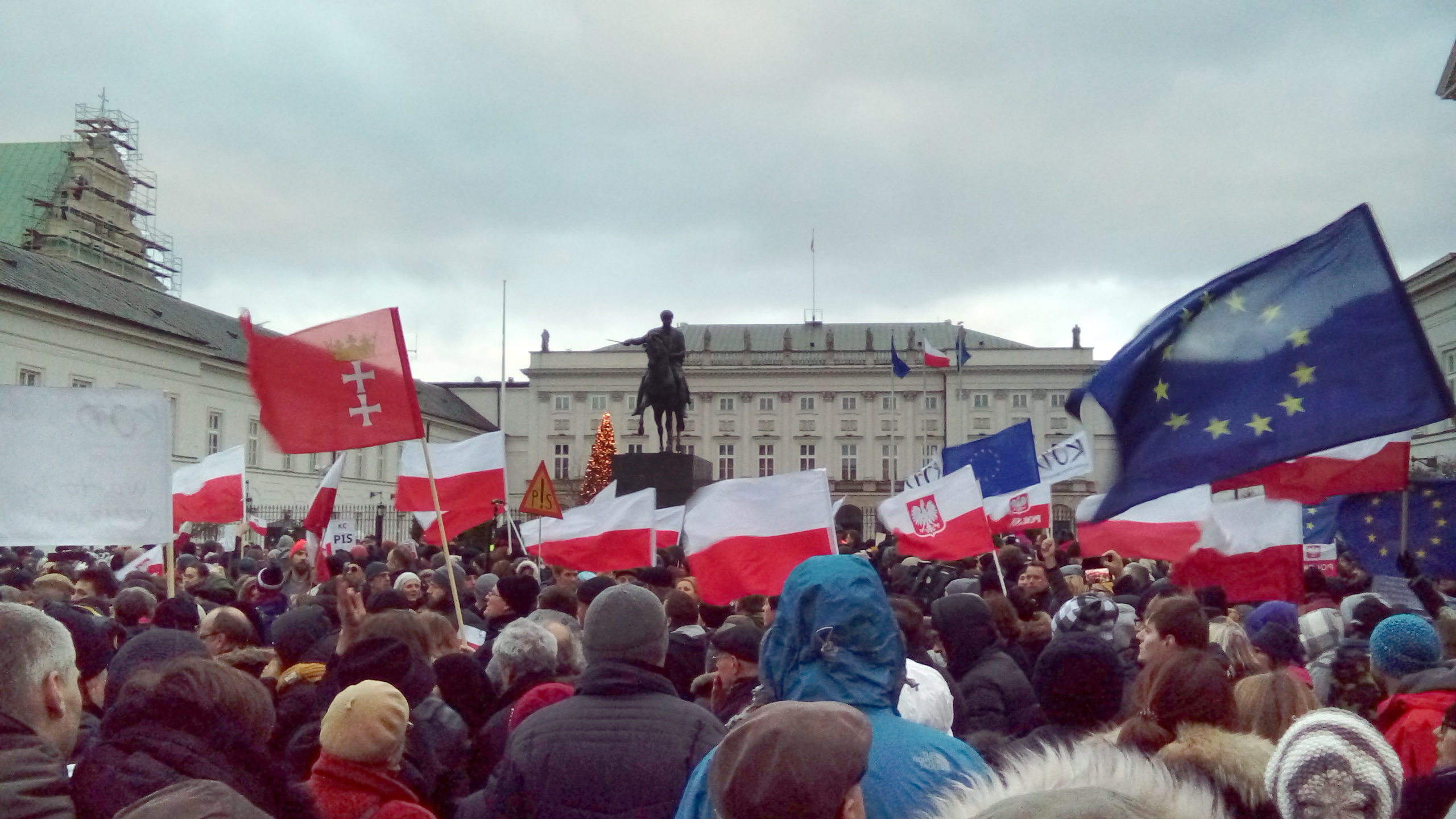
Варшавa 12 грудня 2015

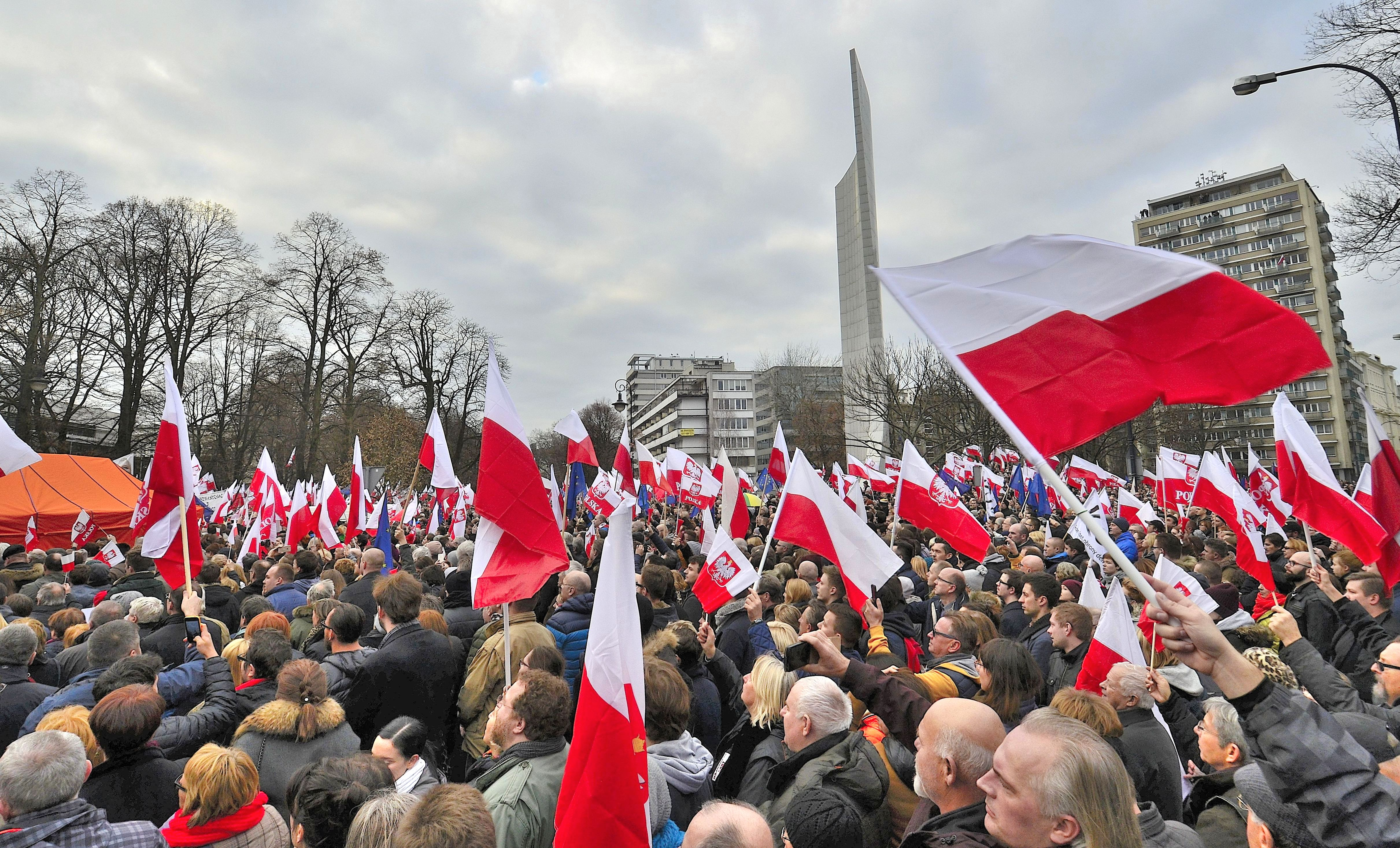
Варшавa 19 грудня 2015

Комітет із захисту демократії (пол. Komitet Obrony Demokracji, KOD) — організація польських громадян, заснована 2 грудня 2015 року.
Комітет виступає проти монополізації політичної влади в Польщі правлячою партію «Право і справедливість» (PiS), яка з моменту виборів 25 жовтня 2015 має більшість місць в польському парламенті.
Засновники Комітету апелюють до традиції колишнього антикомуністичного «Комітету оборони робітників» (KOR), який був заснований у 1976 році.
Комітет не є афілійованим з будь-якою політичною партією. Учасники приходять з усіх боків політичної сцени, за винятком партії PiS і Kukiz'15, а також маргінальних ультраправих груп. Засновником організації є Матеуш Кійовскі.
26 листопада 2015 члени Комітету написали відкритий лист під назвою «Лист громадян держави президенту Польщі Анджею Дуді». Вони закликали президента прийняти присягу трьох суддів Конституційного Суду, які були обрані до Сейму попереднього 7 законодавчого періоду.
Через відмову уряду розкрити законне рішення Конституційного суду в польському державному збірнику законів (Dziennik Ustaw), комітет закликав громадян взяти участь у демонстрації 12 грудня 2015 перед будівлею Конституційного суду у Варшаві та в інших містах Польщі. «Шпігель» оцінив число демонстрантів у Варшаві до 50000, про що свідчать аерофотозйомки. Демонстрації пройшли також в інших великих містах Польщі: Вроцлав (близько 2000 чоловік), Познань (2000 чоловік) Бельсько-Бяла (200), Люблін (500) і Щецин (понад 2000 осіб). 13 грудня 2015 більше 3000 чоловік зібралися у Гданську.
КОД організовує демонстрацію ще на 19 грудня 2015 в більш ніж двадцяти містах у Польщі.